# Hypotia
Hypotia es un género de polillas de la familia Pyralidae descrito por Philipp Christoph Zeller en 1847. Se encuentran en África, Europa.

## Especies
- Hypotia argentalis (Hampson, 1900)
- Hypotia bertazii (Turati, 1926)
- Hypotia bleusei (Oberthür, 1888)
- Hypotia bolinalis (Walker, 1859)
- Hypotia brandbergensis Leraut, 2007
- Hypotia brandti (Amsel, 1949)
- Hypotia chretieni (D. Lucas, 1910)
- Hypotia colchicalis (Herrich-Schäffer, 1851)
- Hypotia colchicaloides (Amsel, 1949)
- Hypotia concatenalis Lederer, 1858
- Hypotia corticalis (Denis & Schiffermüller, 1775)
- Hypotia cribellalis Erschoff, 1874
- Hypotia decembralis Leraut, 2007
- Hypotia diehlalis (Viette, 1953)
- Hypotia difformis (Falkovitsh, 1976)
- Hypotia dinteri Grünberg, 1910
- Hypotia eberti Leraut, 2007
- Hypotia griveaudi Leraut, 2004
- Hypotia infulalis Lederer, 1858
- Hypotia khorgosalis (Ragonot, 1891)
- Hypotia leonalis (Oberthür, 1887)
- Hypotia leucographalis (Hampson, 1900)
- Hypotia littoralis Leraut, 2009
- Hypotia lobalis (Chrétien, 1915)
- Hypotia longidentalis (Rothschild, 1913)
- Hypotia mahafalyalis Leraut, 2009
- Hypotia massilialis (Duponchel, 1832)
- Hypotia mavromoustakisi (Rebel, 1928)
- Hypotia metasialis (Amsel, 1954)
- Hypotia meyi Leraut, 2007
- Hypotia miegi (Ragonot, 1895)
- Hypotia mimicralis (Amsel, 1951)
- Hypotia mineti Leraut, 2004
- Hypotia muscosalis (Rebel, 1917)
- Hypotia myalis (Rothschild, 1913)
- Hypotia namibiensis Leraut, 2007
- Hypotia noctua (Falkovitsh, 1976)
- Hypotia numidalis (Hampson, 1900)
- Hypotia opiparalis (Swinhoe, 1890)
- Hypotia opisma (Falkovitsh, 1976)
- Hypotia orphna (Falkovitsh, 1976)
- Hypotia oxodontalis (Hampson, 1900)
- Hypotia pectinalis (Herrich-Schäffer, 1838)
- Hypotia persinualis (Hampson, 1900)
- Hypotia perstrigata (Fawcett, 1916)
- Hypotia proximalis Christoph, 1882
- Hypotia rectangula (Amsel, 1949)
- Hypotia saramitoi (Guillermet, 1996)
- Hypotia seyrigalis (Viette, 1953)
- Hypotia sinaica (Rebelde, 1903)
- Hypotia speciosalis Christoph, 1885
- Hypotia syrtalis (Ragonot, 1887)
- Hypotia theopoldi (Amsel, 1956)
- Hypotia viettei Leraut, 2004
- Hypotia vulgaris Butler, 1881